# Potiraguá
Potiraguá is een gemeente in de Braziliaanse deelstaat Bahia. De gemeente telt 9.656 inwoners (schatting 2009).